# Moustapha Agha
Moustapha Agha (أبو النخبة مصطفى آغا), né en Géorgie et décédé le 18 février 1867 au Kram, est un militaire, homme politique et diplomate tunisien d'origine géorgienne.

## Biographie
Mamelouk, il est introduit au sérail du prince Moustapha Bey qui l'élève et le fait entrer à son service. Il commence sa carrière comme saheb esserraya, mamelouk chargé de la garde du palais, et épouse la fille de son maître, la princesse Sassiya, devenant alors membre de la famille beylicale.
Durant le règne de Mustapha Bey, il gravit les échelons militaires jusqu'à devenir bash agha de l'odjak de Tunis (commandant militaire). Lorsque son beau-frère Ahmed Ier Bey monte sur le trône beylical en 1837, il le nomme ministre de la Guerre, le premier en titre dans l'histoire de la régence. Il est à la tête de plusieurs missions diplomatiques officielles à Alger, Tripoli et Constantinople, la capitale de l'Empire ottoman. Il quitte son poste ministériel en 1859 et devient caïd du Jérid durant le règne de Mohammed Bey, poste qu'il occupe jusqu'en 1861. À la mort du ministre Mustapha Saheb Ettabaâ, il retrouve sa place à la tête de l'armée pour une année encore.
Réputé très pieux et passionné par les livres d'histoire et de fiqh, il se désintéresse peu à peu des affaires publiques. Sa demande de retraite est acceptée par Sadok Bey en 1862. Il se retire dans son palais privé, que lui avait offert Ahmed Ier Bey au Kram, jusqu'à son décès.